# Adolfo Diz
Adolfo César Diz (Buenos Aires, 12 de marzo de 1931 - ibídem, 12 de octubre de 2008) fue un economista argentino, que fue presidente del Banco Central de la República Argentina, durante la última dictadura militar. Previamente se había desempeñado como Director Ejecutivo del Fondo Monetario Internacional.

## Biografía
Adolfo Diz se recibió de economista en la Universidad de Buenos Aires y realizó sus estudios de posgrado en la Escuela de Chicago, donde fue discípulo de Milton Friedman y obtuvo un máster en 1957 y el doctorado en Economía en 1966. Fue uno de los precursores de los Chicago boys en América Latina, donde contribuyó a la consolidación de esa corriente económica mediante sus relaciones con otros graduados, como Ernesto Fontaine, Roque Fernández, Carlos Rodríguez y Fernando de Santibáñes, y otros economistas seguidores de Arnold Harberger.
Entre 1967 y 1968 fue director Ejecutivo del Fondo Monetario Internacional. De 1969 a 1973 fue representante económico del país ante la Unión Europea.
Entre 1976 y 1981 ocupó la presidencia del Banco Central de la República Argentina bajo el Proceso de Reorganización Nacional.
Enseñó en las universidades de Buenos Aires, Tucumán, Católica Argentina, de Belgrano, San Andrés y CEMA.
Como consultor ha trabajado en prácticamente todos los países de América Latina, África, Asia, Europa oriental. En 1994 fue designado miembro de la Academia Nacional de Ciencias Económicas.